# Enrico Serretta
Enrico Serretta (Palermo, 27 maggio 1881 – Milano, 18 agosto 1939) è stato un giornalista, romanziere e commediografo italiano.

## Biografia
Laureatosi in giurisprudenza nel 1912 all'Università di Milano, fu 
- redattore de L'Ora, il Giornale di Sicilia, il Corriere della Sera, Il Popolo d'Italia e L'Illustrazione italiana;
- corrispondente del Mondo e della Sicilia nuova;
- collaboratore del Il Resto del Carlino, e de Il Secolo
- direttore de La Gazzetta di Messina.

Adottò talora lo pseudonimo di Cirillo per gli articoli di giornale e quello di Don Candeloro per alcuni dei suoi romanzi.

## Opere

### Romanzi
- 1920 - Oh, che care signore!, Casa Editrice Vitagliano, Milano
- 1923 - Mariella ed altre consimili e diverse
- 1924 - Oh, dolci baci, Edizioni A. Mondadori, Roma-Milano.
- 1929 - Cento temi svolti per signore, signorine, uomini di mondo, borghesi, militari, ecc., Casa editrice Ceschina, Milano.

### Commedie
In Italiano: 
- 1919 - L'amico e la ventura
- 1921 - Cocottina per bene, Edizioni A. Mondadori, Milano
- Un signore senza pace
- 1922 - Il gioco dell'oca
- La buona azione
- L'ottavo servizio da tè
- II commesso del notaio
- Burrasca sul lago
- 1924 - Teatro da ridere
- 1927 - La vocazione
- 1932 - Made in Italy, Casa Editrice Nemi Del Dott. C. Cherubini, Milano.

In Siciliano: 
- "Malantrinu",
- "Cù m'u fà fari"
- "L'està di San Martinu".

### Novelle
- 1939 - In fondo, un affare, in Cinema Illustrazione n. 9, 1 marzo 1939 p. 16